# Triumph International
A Triumph International é uma empresa internacional de roupa interior.
Foi fundada em Heubach, Württemberg, na Alemanha, em 1886 pelas famílias Spiesshofer e Braun e a primeira subsidiária estrangeira foi estabelecida em Zurzach, na Suíça, como sede financeira da empresa.
O grupo, com operações de manufactura e de marketing, opera atualmente em 120 países no mundo. É uma das fabricantes de roupa interior líderes no mercado e, em 2013, teve um lucro anual de 1,9 bilhões de Francos Suíços, contando com 33.000 empregados.

## Cronologia
- 1886 - Início da produção de um modelo de espartilho na granja Heubach (Württemberg, Alemanha), com um capital inicial de dois mil marcos de ouro e seis empregados. A título de comparação, a empresa conta hoje com vendas anuais superiores a 1,6 bilhões de dólares americanos e emprega mais de 30.000 funcionários em todo o mundo. Ao mesmo tempo em que o costureiro parisiense Charles Frederic Worth, foi o primeiro a "realçar" as formas femininas com enchimentos, os fundadores da Triumph estavam estabelecendo as suas operações numa simples granja.
- 1894 - A sua perspicácia empresarial trouxe-lhes um importante progresso: um pedido para espartilhos com rendas e laços para a Inglaterra.
- 1900 - Nos primeiros anos do século, as constritivas barbatanas conheceram um certo grau de relaxamento; os espartilhos tornaram-se mais baixos libertando os movimentos; as mulheres, e as mulheres europeias em particular, contagiadas pela influência de novas modas como o tango, começaram a vestir-se de modo a traduzir as próprias personalidades. Com o florescer da Triumph, novas gerações trouxeram juventude, energia e estímulo para o negócio.
- 1902 - O nome "Triumph" foi registrado como marca comercial.
- 1930 - Na década de 1930 a Triumph progrediu até alcançar a posição de maior manufatura de espartilhos da Europa — um excelente motivo para as comemorações do cinquentenário da empresa em 1936.
- 1933 - Após quase 50 anos de crescimento quase-ininterrupto — suspenso apenas pela Primeira Guerra Mundial —, a empresa iniciou a sua expansão internacional, inaugurando a sua primeira filial em Zurzach, na Suíça. Hoje, essas mesmas instalações abrigam o quartel-general financeiro e outros departamentos estratégicos da corporação.

## Marcas comerciais
- Triumph
- sloggi
  - A marca sloggi é conhecida por ter organizado recentemente o concurso do Show Me Your Sloggi, no qual a modelo brasileira Melanie Fronckowiak (natural de Pelotas-RS) foi eleita a dona do bumbum mais bonito do mundo. Na versão masculina do concurso, o ganhador foi o francês Saïba Bombote.

## Musa Triumph
Implantada em Portugal desde 1961, esta marca depressa se tornou líder no mercado português de vestuário feminino, com a sua maior campanha de publicidade que ganhou o nome de musa Triumph. Em 2007, a marca escolheu Cláudia Vieira como protagonista e a ela seguiram-se Isabel Figueira, Helena Coelho e Andreia Rodrigues. Em 2011, apresentou a nova Musa Luísa Beirão. Em 2012, a Triumph lançou um casting para a encontrar a mulher que melhor representa a imagem Triumph em Portugal. A eleita foi Olívia Ortiz, que protagonizou com Andreia Rodrigues e Luísa Beirão a nova campanha da Triumph para a estação num emocionante lançamento para a Primavera/Verão 2012, onde a Triumph revelou a sua nova coleção Body Make-Up – The Everyday Collection.